# Babylon (okres Domažlice)
Babylon (německy Babilon) je obec v okrese Domažlice v Plzeňském kraji. Žije v ní 388 obyvatel. Leží osm kilometrů jihozápadně od Domažlic, 55 kilometrů jihozápadně od Plzně a 137 kilometrů jihozápadně od Prahy.

## Historie
První písemná zmínka o obci pochází z roku 1587.

## Přírodní poměry
Jihozápadně od vesnice se nachází přírodní památka Sokolova vyhlídka. Jižně od obce se nachází oblíbený cíl viklan Čertův kámen. Podle pověsti čert nestihl během noci kámen donést, a tak jej upustil na zem v lese. V minulosti viklan při stavbě blízké železnice italští dělníci odsunuli, a proto ztratil svoji funkci. Teprve v roce 2010 byl podle pokynů ing. Pavla Pavla přemístěn tak, že je jej možno rozhoupat.

## Obyvatelstvo
| Rok            | 1869 | 1880 | 1890 | 1900 | 1910 | 1921 | 1930 | 1950 | 1961 | 1970 | 1980 | 1991 | 2001 | 2011 | 2021 |
| -------------- | ---- | ---- | ---- | ---- | ---- | ---- | ---- | ---- | ---- | ---- | ---- | ---- | ---- | ---- | ---- |
| Počet obyvatel | 177  | 170  | 160  | 182  | 194  | 201  | 192  | 318  | 236  | 213  | 205  | 242  | 279  | 296  | 317  |
| Počet domů     | 20   | 21   | 21   | 28   | 36   | 40   | 55   | 80   | 61   | 56   | 55   | 78   | 96   | 105  | 124  |

## Obecní správa
V letech 1850–1899 patřil Babylon jako osada obce k Havlovicím v okrese Domažlice. V letech 1900–1980 byl obcí. Od 1. července 1980 do 23. listopadu 1990 patřil jako část města k Domažlicím a od 24. listopadu 1990 je opět samostatnou obcí.

### Obecní symboly
Znak a vlajka byly obci uděleny rozhodnutím předsedy Poslanecké sněmovny Parlamentu České republiky dne 5. dubna 2001.

## Partnerská obec
- Lauenen, Švýcarsko